# عقب‌نشینی (فیلم ۲۰۱۸)
عقب‌نشینی (به انگلیسی Backtrace) یک فیلم سینمایی اکشن آمریکایی محصول سال ۲۰۱۸ با بازی متیو مودین و سیلوستر استالونه می‌باشد که توسط (بران آ. میلر) کارگردانی شده است. این فیلم در تاریخ ۱۴ دسامبر ۲۰۱۸ در ایالات متحده منتشر شد. 

## داستان
دزدی بنام مک دونالد که از میان اعضای باندش تنها فردی است که زنده مانده، در معامله ی اسلحه جان سالم به در میبرد اما توسط گروه دیگری دستگیر شده و دچار فراموشی میشود. آن ها سعی دارند تا با استفاده از یک داروی آزمایشی پول گمشده‎ی تیمشان را پیدا کنند و از او بازجویی کنند اما…

## بازیگران
- متیو موداین به عنوان مک دونالد
- سیلوستر استالونه به عنوان کارآگاه سیکز
- رایان گوزمن به عنوان لوکاس
- کالین اگلسفیلد به عنوان کارآگاه کارتر
- کریستوفر مک دونالد به عنوان فرانک

## پذیرش
این فیلم بررسی های مثبت دریافت کرد که منتقدان اجرای نمایش Modine را ستودند. 